# Санборн (город, Миннесота)
Санборн (англ. Sanborn) — город в округе Редвуд, штат Миннесота, США. На площади 5,5 км² (5,5 км² — суша, водоёмов нет), согласно переписи 2002 года, проживают 434 человека. Плотность населения составляет 78,7 чел./км².
- Телефонный код города — 507
- Почтовый индекс — 56083
- FIPS-код города — 27-58306[1]
- GNIS-идентификатор — 0651130[2]